# Alexandra Weaver
Alexandra „Alex“ Weaver (* im Januar 1985) ist eine britische Schauspielerin.

## Leben
Weaver ist die Enkelin des Filmregisseurs John Mackenzie.
Ihre erste Fernsehbesetzung hatte sie 2004 in einer Episode der Fernsehserie Holby City. In der Mini-Fernsehserie Mythos Ägypten übernahm sie in zwei Episoden die Rolle der Evelyn Carnarvon, die lose auf die historische Evelyn Beauchamp basiert. Ab den 2010er Jahren wirkte sie verstärkt in Spielfilmen mit. So war sie 2014 in Montana – Rache hat einen neuen Namen und 2017 in King Arthur: Excalibur Rising zu sehen.

## Filmografie
- 2004: Holby City (Fernsehserie, Episode 6x27)
- 2005: Angel Wing (Kurzfilm)
- 2005: Mythos Ägypten Egypt (Mini-Fernsehserie, 2 Episoden)
- 2007: KateModern (Fernsehserie, Episode 1x02)
- 2007: The Beholder (Kurzfilm)
- 2008: The Run
- 2008: A Bunch of Amateurs
- 2008: The IT Crowd (Fernsehserie, Episode 3x06)
- 2009: Dubplate Drama
- 2011: Forced to Fight
- 2012: Songs for Amy
- 2013: Count Arthur Strong (Fernsehserie, Episode 1x03)
- 2014: Love by Design
- 2014: Montana – Rache hat einen neuen Namen (Montana)
- 2014: Countryman Based on the Autobiography of Paddy Doherty (Kurzfilm)
- 2015: High-Rise
- 2015: Petroleum Spirit
- 2017: King Arthur: Excalibur Rising
- 2017: Absentia (Fernsehserie, Episode 1x02)